# Piotr Łukasiewicz (socjolog)
Piotr Michał Łukasiewicz (ur. 1 listopada 1954 w Warszawie) – polski socjolog, urzędnik państwowy, menedżer, kierownik Ministerstwa Kultury i Sztuki (1992–1993).

## Życiorys
Absolwent Uniwersytetu Warszawskiego z 1973, w 1986 uzyskał stopień naukowy doktora; specjalizował się w zakresie socjologii życia codziennego. W latach 1978–1994 był członkiem redakcji niezależnego kwartalnika politycznego „Krytyka”. Pracował w Instytucie Filozofii i Socjologii Polskiej Akademii Nauk. Był przewodniczącym warszawskiego oddziału Polskiego Towarzystwa Socjologicznego.
W latach 1992–1994 pełnił funkcję podsekretarza stanu w resorcie kultury i sztuki. Od lipca 1992 do lutego 1993 w rządzie Hanny Suchockiej pełnił obowiązki ministra jako kierownik MKiS.
Od 1994 do 2008 pracował w agencji reklamowej McCann Ericson (m.in. jako dyrektor strategiczny). Następnie został pracownikiem firmy Millward Brown SMG/KRC, obejmując stanowisko dyrektorskie.

## Odznaczenia
W 2011 prezydent Bronisław Komorowski odznaczył go Krzyżem Kawalerskim Orderu Odrodzenia Polski. W 2016 został przez prezydenta Andrzeja Dudę odznaczony Krzyżem Wolności i Solidarności.